# EarthCARE
EarthCARE (Earth Clouds, Aerosols and Radiation Explorer) ist ein Erdbeobachtungssatellit der Europäischen Weltraumorganisation (ESA) und der Japanischen Raumfahrtbehörde (JAXA). Der Satellit soll Aerosole und Wolken und deren Einfluss auf Strahlung in der Erdatmosphäre untersuchen. Die gewonnenen Daten sollen zum Verständnis dieser Prozesse und zur Verbesserung von Klima- und Wettermodellen beitragen.
Planung und Bau des Satelliten begannen 2009; der Start erfolgte am 28. Mai 2024 mit einer Falcon 9 Rakete von SpaceX auf dem Space Launch Complex 4 innerhalb der Vandenberg Space Force Base in Kalifornien. EarthCARE ist Teil des ESA-Programms Earth Explorer.

## Technik
Der Satellit wurde von einem von Airbus Defence and Space (vormals Astrium) geleiteten internationalen Konsortium gebaut und wiegt über 2 Tonnen. Er wurde in einen sonnen-synchronen Orbit gebracht, wo er mindestens drei Jahre lang arbeiten soll. Um die Abbremsung durch die Restatmosphäre in dem vergleichsweise tiefen Orbit zu begrenzen, wurde der Satellit mit einer relativ kleinen Querschnittsfläche, bezogen auf die Flugrichtung, gebaut. Zur Untersuchung der Atmosphäre besitzt er vier Instrumente: ein Doppler-Radar (Beitrag von JAXA) zur Vermessung von vertikalen Wolkenprofilen, eine Kamera mit sieben Farbkanälen, ein Breitband-Radiometer und ein Lidar-System mit einem spektral hochauflösenden Empfänger. Die so gewonnenen Daten sollen mit bis zu 150 Mbit/s zur Bodenstation gesendet werden.